# 32P-Postlabeling
Beim 32P-Postlabeling handelt es sich um eine Methode zum Nachweis von DNA-Addukten.

## Einzelschritt

### Enzymatische Hydrolyse
Im ersten Schritt erfolgt eine enzymatische Hydrolyse der DNA mittels Nuklease und Phosphodiesterase. Als Produkte entstehen 3'-Monophosphate. Enthielt die DNA DNA-Addukte, so entsteht ein Gemisch aus Addukten und adduktfreien Nukleotiden.

### Adduktanreicherung
Die Anreicherung ist fakultativ, erhöht jedoch die Empfindlichkeit. In einem zweiten Schritt spaltet eine selektive P1-Nuklease das 3'-Phosphat von den normalen Nukleotiden ab. Die durch Addukte modifizierten Nukleotide sind abbauresistent, so dass es zu einer Anreicherung kommt.
Alternativ ist es auch möglich, mittels n-Butanol-Extraktion die Addukte mit hydrophober Struktur zu extrahieren und somit anzureichern.

### Phosphorylierung
Zur Markierung der Nukleotide wird durch T4-Polynukleotid-Kinase ein radioaktiver Phosphatrest von [γ-32P]-ATP auf die Nukleotide im Ansatz übertragen. Es entstehen Desoxyribonukleosid-3'-[5'-32P]-bisphosphate.

### Trennung und Nachweis
Mittels mehrdimensionaler Dünnschichtchromatographie und Szintillation bzw. mittels Hochleistungsflüssigkeitschromatographie (HPLC) kann nun der Nachweis erfolgen. Die Nachweisgrenze liegt bei 1 Addukt auf 1010 N.